# Spas (rejon rożniatowski)
Spas (ukr. Спас) – wieś w rejonie rożniatowskim obwodu iwanofrankiwskiego, liczy 1820 mieszkańców.

## Historia
Założona w 1710 r.
W II Rzeczypospolitej miejscowość była siedzibą gminy wiejskiej Spas w powiecie dolińskim województwa stanisławowskiego.
14 listopada 1937 w Spasie został poświęcony kościół.